# Смородина Гея
Сморо́дина Гея (лат. Ribes gayanum)  — кустарник, вид растений рода Смородина (Ribes) семейства Крыжовниковые (Grossulariaceae).

## Ареал
Растёт в Чили в горах на высоте 2000—3000 метров над уровнем моря.

## Ботаническое описание
Вечнозелёный кустарник высотой до 1,5 метров.
Листья длиной 3—6 см, округлого очертания, с 3—5 мало выделяющимися лопастями. Листовая пластинка опушена с обеих сторон, основание листа округлое или слегка сердцевидное. Край листа округлозубчатый. Черешки длиной до 2,5 см, опушённые и железистые.
Соцветия — густые прямые кисти длиной 3—6 см с опушёнными жёлтыми душистыми цветками.
Плоды — пурпурно-чёрные опушённые ягоды.

## Применение
Благодаря душистым цветкам выращивается в качестве декоративного кустарника.